# Dobellus Mały
Dobellus Mały (niem. Kleiner Dobellus) – jezioro w województwie warmińsko-mazurskim, w powiecie gołdapskim, w gminie Dubeninki, na pograniczu dawnych Prus i Suwalszczyzny, nieopodal Puszczy Rominckiej i mostów w Stańczykach.

## Kompleks dwóch niewielkich jezior
- Dobellus Duży – 0,042 km²
- Dobellus Mały – 0,0058 km² (2005 r.) – 0,015 km² (1930 r.)[1], jezioro „wybuchowe”[2].

Oba jeziora, oddzielone jedynie niewielkim, kilkudziesięciometrowym pasem ziemi, mają odmienną genezę geologiczną. Większe jest typowym jeziorem rynnowym, polodowcowym, mniejsze jest płytkim oczkiem wodnym.

### Jezioro „wybuchowe”
31 maja 1926 podczas gwałtownej burzy mniejsze jezioro pokryło się grubą warstwą szlamu, a następnie dała się słyszeć silna eksplozja, która podniosła nagle wodę i rozrzuciła olbrzymie bryły ziemi i błota. Na miejscu jeziora widać było błoto, które przez wiele tygodni opadało na dno. Prawdopodobnie był to wybuch gazu błotnego, spowodowany wyładowaniami elektrycznymi burzy, bądź nagłym i silnym spadkiem ciśnienia. Gaz taki mógł wytworzyć się pod dnem jeziora z rozkładu roślin. Jednakże dokładne przyczyny wybuchu nie są znane do dzisiaj.